# Anupam Kher

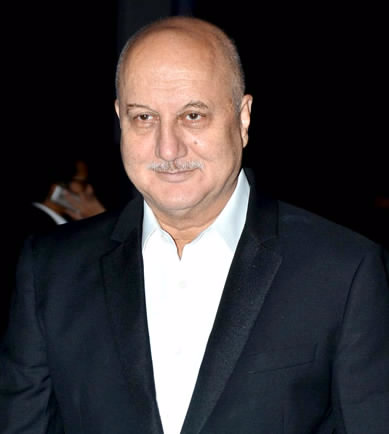
Anupam Kher (2014)

Anupam Kher (Hindi: अनुपम खेर; * 7. März 1955 in Shimla) ist ein indischer Schauspieler des Hindi-Films. Er trat in mehr als 200 Filmen auf.

## Leben
Nach seinem Abschluss auf der Schauspielschule in Neu-Delhi (National School of Drama) im Jahre 1978 war er zunächst als Theaterschauspieler tätig. Er hatte seine erste Hauptrolle im Film in Saaransh, wofür er 1984 seinen ersten von insgesamt acht Filmfare Awards bekam. Fünf dieser Preise gewann er allein in der Kategorie Bester Komiker. Im deutschsprachigen Raum ist wahrscheinlich seine Rolle als Familienvater in Gurinder Chadhas Kick It Like Beckham seine bekannteste.
Kher ist Alumnus der National School of Drama in Neu-Delhi und war von 2001 bis 2004 deren Direktor. Er ist mit der Schauspielerin Kirron Kher verheiratet.

## Filmografie (Auswahl)
- 1984: Saaransh
- 1984: Utsav
- 1985: Arjun
- 1987: Pestonjee
- 1988: Zakhmi Aurat
- 1988: Tezaab
- 1988: Vijay
- 1989: Tridev
- 1989: Ram Lakhan
- 1989: Parinda
- 1989: Kanoon Apna Apna
- 1989: Daddy
- 1989: Chandni
- 1989: Chaalbaaz
- 1990: Dil
- 1991: Saudagar
- 1991: Lamhe
- 1991: Hum
- 1991: Dil Hai Ke Manta Nahin
- 1992: Ek Ladka Ek Ladki
- 1992: Shola aur Shabnam
- 1992: Khel
- 1993: Dil Tera Aashiq
- 1993: Darr
- 1994: Hum Aapke Hain Koun…!
- 1994: 1942: A Love Story
- 1994: Chaand Kaa Tukdaa
- 1995: Dilwale Dulhania Le Jayenge
- 1995: Zamaana Deewana – Die Liebenden (Zamaana Deewana)
- 1996: Chaahat – Momente voller Liebe und Schmerz
- 1997: Deewana Mastana
- 1997: Judwaa
- 1998: Kuch Kuch Hota Hai – Und ganz plötzlich ist es Liebe
- 1998: Jab Pyaar Kisise Hota Hai
- 1999: Hum Aapke Dil Mein Rehte Hain
- 2000: Denn meine Liebe ist unsterblich (Mohabbatein)
- 2000: Refugee
- 2000: Dulhan Hum Le Jayenge
- 2002: Kick It Like Beckham (Bend It Like Beckham)
- 2004: Liebe lieber indisch (Bride and Prejudice)
- 2004: Shart – Die Herausforderung
- 2004: Veer und Zaara – Die Legende einer Liebe (Veer-Zaara)
- 2005: Die Hüterin der Gewürze (The Mistress of Spices)
- 2005: Maine Gandhi Ko Nahin Mara
- 2005: Die Schöne und der Geist (Paheli)
- 2006: Rang De Basanti – Die Farbe Safran (Rang De Basanti)
- 2006: Chup Chup Ke
- 2006: Jaan-E-Mann
- 2006: Vivah
- 2007: Gefahr und Begierde ('色, 戒; Sè, Jiè)
- 2007: Heyy Babyy
- 2008: Bei Anruf Liebe – The Other End Of The Line (The Other End Of The Line)
- 2009: Mein Herz ruft nach Liebe – Dil Bole Hadippa! (Dil Bole Hadippa!)
- 2010: Ich sehe den Mann deiner Träume (You Will Meet a Tall Dark Stranger)
- 2010: Dabangg
- 2011: Auf Diamantenjagd (Chatur Singh Two Star)
- 2012: Silver Linings (Silver Linings Playbook)
- 2012: Solang ich lebe – Jab Tak Hai Jaan (जब तक है जान; Jab Tak Hai Jaan)
- 2013: Krrish 3
- 2014: Happy New Year – Herzensdiebe (Happy New Year)
- 2014: Liebeschaos (Main Tera Hero)
- 2015–2017: Sense8 (Fernsehserie)
- 2016: Das Glück des Augenblicks (A Family Man)
- 2017: The Big Sick
- 2018: Hotel Mumbai
- 2018: Mrs. Wilson (Fernsehdreiteiler)
- 2018–2021: New Amsterdam (Fernsehserie)

## Auszeichnungen
Anupam Kher wurde 2004 für seinen Beitrag zum indischen Film mit dem Padma Shri ausgezeichnet.

### Filmfare Award
Bester Hauptdarsteller
- 1984 für Saaransh

Bester Komiker
- 1989 für Ram Lakhan
- 1991 für Lamhe
- 1992 für Khel
- 1993 für die Rolle des Vijay Awasti in Darr
- 1995 für die Rolle des Dharamvir Malhotra in Dilwale Dulhania Le Jayenge

Bester Nebendarsteller
- 1988 für Vijay

Kritikerpreis
- 1989 für Daddy